# فرودگاه شهری اوتاو
فرودگاه شهری اوتاو (به انگلیسی: Eutaw Municipal Airport) یک فرودگاه همگانی بهره‌برداری هوایی است که یک باند فرود آسفالت دارد و طول باند آن ۱۰۹۷ متر است. این فرودگاه در کشور ایالات متحده آمریکا قرار دارد و در ارتفاع ۵۲ متری از سطح دریا واقع شده است.